# Juan Velázquez Tlacotzin
Juan Velázquez Tlacotzin († 1526 in Nochixtlán) war Cihuacóatl und Tlatoani von Tenochtitlan.
Tlacotzin war ein Angehöriger der alten von Acamapichtli († 1391) begründeten Herrscherfamilie von Tenochtitlan, Sohn des Texcalteuctli und Enkel des Tlacaélel I. († 1487) und damit Großneffe von Motēcuhzōma Ilhuicamīna. Er hat später den Taufnamen Juan Velázquez erhalten.
Tlacotzin bekleidete bereits seit 1520, also in vorkolonialer Zeit, das Erbamt eines Cihuacóatl in Tenochtitlan. Er nahm an dem mit völliger Aufopferung geführten Verteidigungskampf um Tenochtitlan teil und wurde gemeinsam mit Cuauhtémoc am 13. August 1521 auf dem Texcoco-See ergriffen und anschließend gefoltert, um das Versteck des Goldes aus Technotitlan zu verraten. Ebenfalls gemeinsam mit Cuauhtémoc begleitete er Cortés auf dessen Feldzug nach Honduras. Nach der Hinrichtung Cuauhtémocs am 28. Februar 1525 setzte Cortés, entgegen den Wahlgepflogenheiten der Mexica, Tlacotzin als Tlatoani von Tenochtitlan ein. Er verstarb jedoch krankheitsbedingt bereits auf der Rückreise der Expedition.